# Коммерсантъ Украина
«Коммерсантъ Украина» — колишня російськомовна українська щоденна громадсько-політична газета формату В3+ (350 × 580 мм), є української версією російської газети «Коммерсантъ». Випускається видавничим домом «Коммерсант-Україна» з періодичністю п'ять разів на тиждень (з понеділка по п'ятницю), тираж 13 300 — 15 000 примірників.
П'ятничний номер київського тиражу виходить з кольоровим додатком про дозвілля «Коммерсант-Weekend». Понад 20 разів на рік газета виходить з тематичними додатками «Авто», «Фінанси», «Стиль».
Пілотний номер видання вийшов 31 травня 2005 року, а перший — 18 липня. 13 березня 2014 року керівництво видавничого дому «Коммерсантъ» заявило що закриває газету «Коммерсантъ-Україна» через економічні труднощі. Неофіційною є версія закриття через спроби цензури російських видавців.

## Головні редактори
- Андрій Васильєв (з 2005 по 2006 рік)
- Андрій Гоголєв (з 2006 по 2012 рік)
- Валерій Калниш (з вересня 2012 року по 13 березня 2014)

## Скандал 2014 року
13 березня 2014 року керівництво видавничого дому «Коммерсантъ» заявило що закриває газету «Коммерсантъ-Україна». Офіційно пояснення: через економічні проблеми які у видання були давно. «Ми прийняли рішення призупинити видання „Коммерсантъ-Україна“ до того моменту, доки ситуація не стабілізується. Але я не виключаю, що такого моменту не буде.» — сказав гендиректор видавничого дому Павло Філенков.
Натомість як повідомляє «Телекритика», за їхніми джерелами український «Коммерсантъ» закрили не з економічних причин, а через спроби цензури російських видавців. Джерела з газети повідомили що напередодні у них стався конфлікт з російськими видавцями щодо центрального матеріалу першої шпальти. Українська редакція підготувала матеріал про російсько-українські події, у якому зібрала заяви Андрія Парубія, адмірала Ігоря Тенюха, російського Міноборони, віцеадмірала Ігоря Кабаненка і незалежних експертів. Росіяни, подивившись на матеріал, наказали знімати його і замість цього ставити російський текст, що вийшов у сьогоднішньому номері на першій шпальті. Українська редакція спершу поставила російський текст, а потім вирішила цього не робити і не випускати номер узагалі.
Станом на квітень 2014 року сайт Коммерсант Україна та всі напрацювання газети недоступні до огляду, користувачів переспрямовують на головну сторінку російського видання. Остання копія Wayback Machine kommersant.ua збережена 12 березня.